# Bout de Zan en villégiature

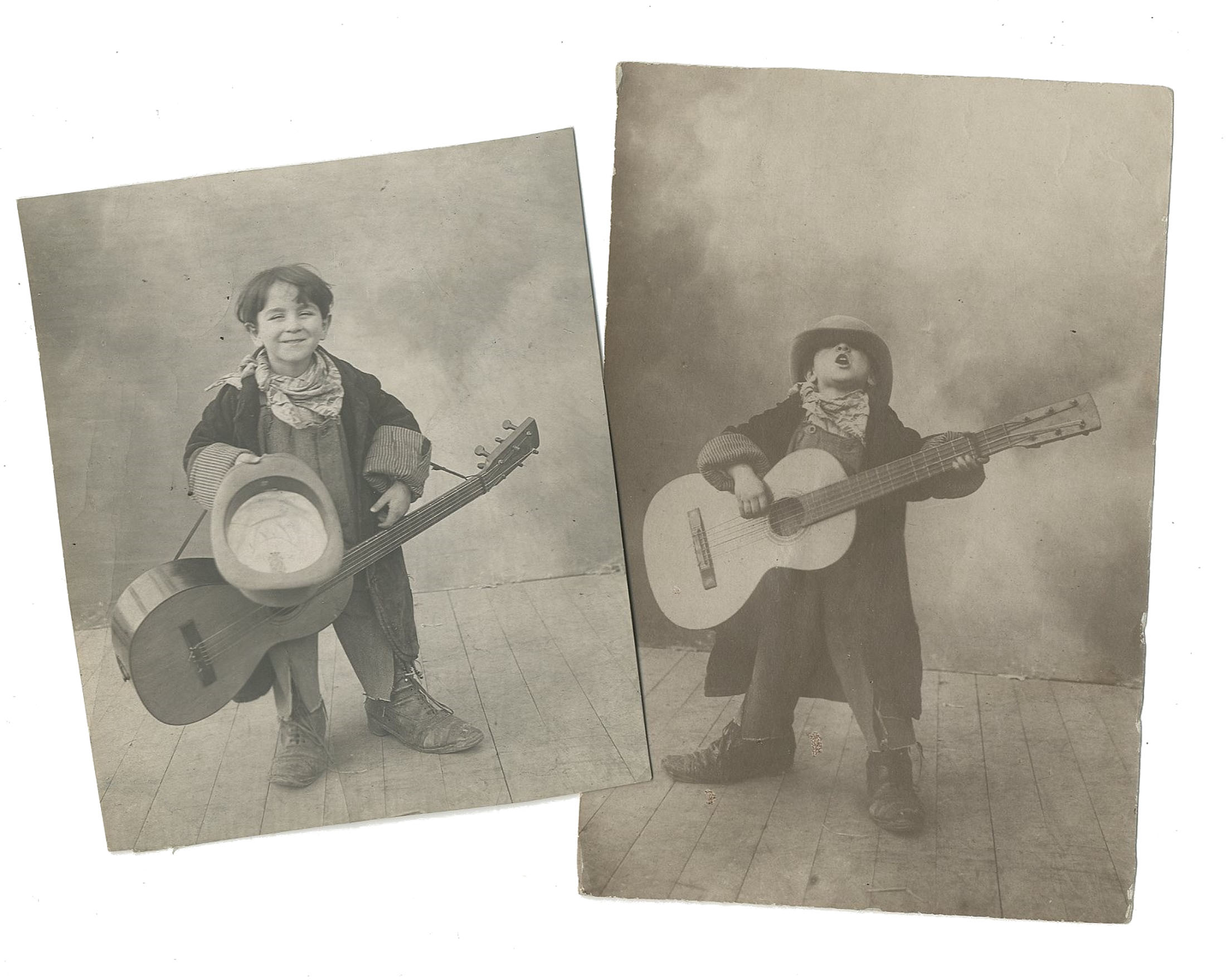
Bout de Zan jouant de la guitare, vers 1913

Bout de Zan en villégiature est un film muet français réalisé par Louis Feuillade et sorti en 1914.

## Fiche technique
- Réalisation et scénario : Louis Feuillade
- Société de production : Société des Etablissements L. Gaumont
- Format : Muet - Noir et blanc - 35 mm - 1,33:1
- Genre : Comédie
- Métrage : 129 m
- Date de sortie :
  - France : juin 1914

## Distribution
- René Poyen : Bout de Zan